# Luís Tilman

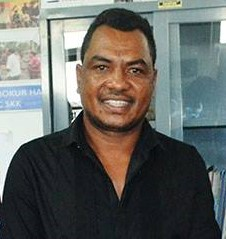
Luís Tilman (2017)

Luís Alves Tilman (Kampfname Mau-Hunu) ist ein osttimoresischer Politiker. Er war ein Kandidat der Präsidentschaftswahlen in Osttimor 2017 und trat 2022 erneut an.

## Werdegang
Am 5. Februar erklärte Tilman als letzter von acht Kandidaten, dass er zur Präsidentenwahl antreten werde. Zuvor war er der Öffentlichkeit weitgehend unbekannt.
Zuvor war Tilman bereits Präsident der Industrie- und Handelskammer Osttimors (CCI-TL) in der Gemeinde Ermera und Koordinator der Partei União Democrática Timorense (UDT) in Ermera. Bei den Parlamentswahlen in Osttimor 2012 kandidierte Tilman auf Platz 8 der UDT-Liste. Die Partei scheiterte aber an der Dreiprozenthürde.
Obwohl Tilman von mehreren Seiten aus zur Kandidatur zu en Präsidentenwahlen aufgefordert wurde, erhielt er keine offizielle Unterstützung von seiner Partei, so dass er sich dazu entschloss, als unabhängiger Kandidat anzutreten. Zuvor erklärte er seinen Rücktritt als Koordinator und seinen Austritt aus der UDT. In seinem Wahlkampf betonte Tilman, er wolle für die neue Generation des Landes stehen, die nicht aus den Veteranen des Unabhängigkeitskampfes stammt. Seinen Schwerpunkt wollte er in die Entwicklung der Humanressourcen legen, der bisher noch zu schwach gewesen sei. Nach dem vorläufigen Endergebnis erhielt Tilman bei den Präsidentenwahlen 11.124 Stimmen, was einen Anteil von 2,15 % bedeutet. Damit erreichte er Platz 5.
2022 meldete sich Tilman erneut als unabhängiger Kandidat beim zuständigen Gericht an, erfüllte aber nach dessen Ansicht nicht die Kriterien.